# Вулиці села Новосілки (Чабанівська селищна громада)
Станом на квітень 2024 року у селі Новосілки Чабанівської селищної громади Фастівського району Київської області налічується 34 вулиці та 1 провулок.

## Вулиці
- Академічна
- Богуславська
- Бузкова. Непарна сторона бере свій початок від Академічного провулку, парна сторона межує з кладовищем. Приватна забудова. Іде на північ-північ-схід, закінчується перетином з вулицею Феофанівською, яка тут проходить по межі Київської області з Києвом. Північна частина колишньої вулиці Боженка. На різних мапах може називатися Боженка, Фіалкова або Ломаківська.
- Васильківська
- Весняна
- Деметра
- Єрмоленка Володимира
- Зоряна
- Інститутська
- Калинова
- Київська
- Либідська
- Лісова
- Медова
- Миру
- Молодіжна
- Нова
- Озерна
- Оксамитова
- Олександрівська
- Паркова
- Підлісна
- Приміська
- Садова
- Святоандріївська
- Смерекова
- Соборна
- Сонячна
- Теремська
- Феофанівська (до 22 грудня 2022 року — вулиця Лермонтова, місцева назва Лєрмонтова)[3][4]. Починається на краю урвища, зарослого та захаращеного непролазного яру, який відділяє садиби від кладовища. Спочатку іде на північ паралельно вулиці Бузковій, а на межі з Києвом звертає під прямим кутом на захід і йде по межі села з Києвом до вулиці Васильківської. На цій частині права сторона вулиці, яка у Києві, незабудована, там у низині знаходяться приватні городи та сади. На деяких мапах ця вулиця має назви Лермонтова та Нова Феофанія.
- Фіалкова, частина колишньої вулиці Боженка південніше від перетину з Академічним провулком. Однобічна, західна частина приватні садиби, на схід від вулиці розташований цвинтар.
- Центральна
- Шкільна
- Янтарна

## Провулок
- Академічний

## Колишні вулиці
- Боженка, див. #Бузкова та #Фіалкова
- Лєрмонтова, див. #Феофанівська

## Неіснуючі вулиці
- Ломаківська, див. #Бузкова
- вулиця Нова Феофанія, див. #Феофанівська